# Makreș, Vidin
Makreș (în bulgară Макреш) este un sat în comuna Makreș, regiunea Vidin, nord-vestul Bulgariei.  Este centrul administrativ al comunei Makreș, care se află în partea de vest a Regiunii Vidin, aproape de granița bulgaro-sârbă. Makresh este situat la 35 de kilometri de capitala regiunii Vidin în extremitatea vestică a Câmpiei Dunării, ajungând la Balcani în vest.

## Comună
Comuna Makreș are o suprafață de 229 de kilometri pătrați și include următoarele 7 locuri:
| - Kireevo - Makresh - Podgore - Rakovița - Tolovița - Țar Șișmanovo - Valcek |

## Demografie
Componența etnică a satului Makreș
     Bulgari (83,81%)
     Romi (12,56%)
     Nicio identificare (3,62%)
     Altele (0%)
La recensământul din 2011, populația satului Makreș era de 414 locuitori. Din punct de vedere etnic, majoritatea locuitorilor (83,81%) erau bulgari, cu o minoritate de romi (12,56%). Pentru 3,62% din locuitori nu este cunoscută apartenența etnică.